# Rickleton
Rickleton – wieś w Anglii, w hrabstwie Tyne and Wear. Leży 12 km na południe od centrum Newcastle i 386 km na północ od Londynu.